# Rasovi
Rasovi je bio naziv koji se tijekom drugog svjetskog rata u Nezavisnoj Državi Hrvatskoj odnosio na članove ustaškog pokreta koji su imali najveći utjecaj na poglavnika Antu Pavelića, bili od njegova neograničena povjerenja i imali su veliku samostalnost djelovanja kao osobe od njegova posebnog povjerenja i suradnici iz prijeratne emigracije. Naziv se prvo odnosio samo na petoricu ustaša povratnika (Ante Moškov, Ivo Herenčić, Vilko Pečnikar, Erih Lisak, i Eugen Dido Kvaternik) ali nakon pada Eugena Kvaternika dodani su još neki (Vjekoslav Luburić, Vjekoslav Servatzy, i Rafael Boban). Ponekad ih se nazivalo i pukovnička liga jer su svi imali visoke ustaške činove pukovnika. Ponegdje se i Juru Francetića navodi kao jednog od njih.